# Bronzeguss

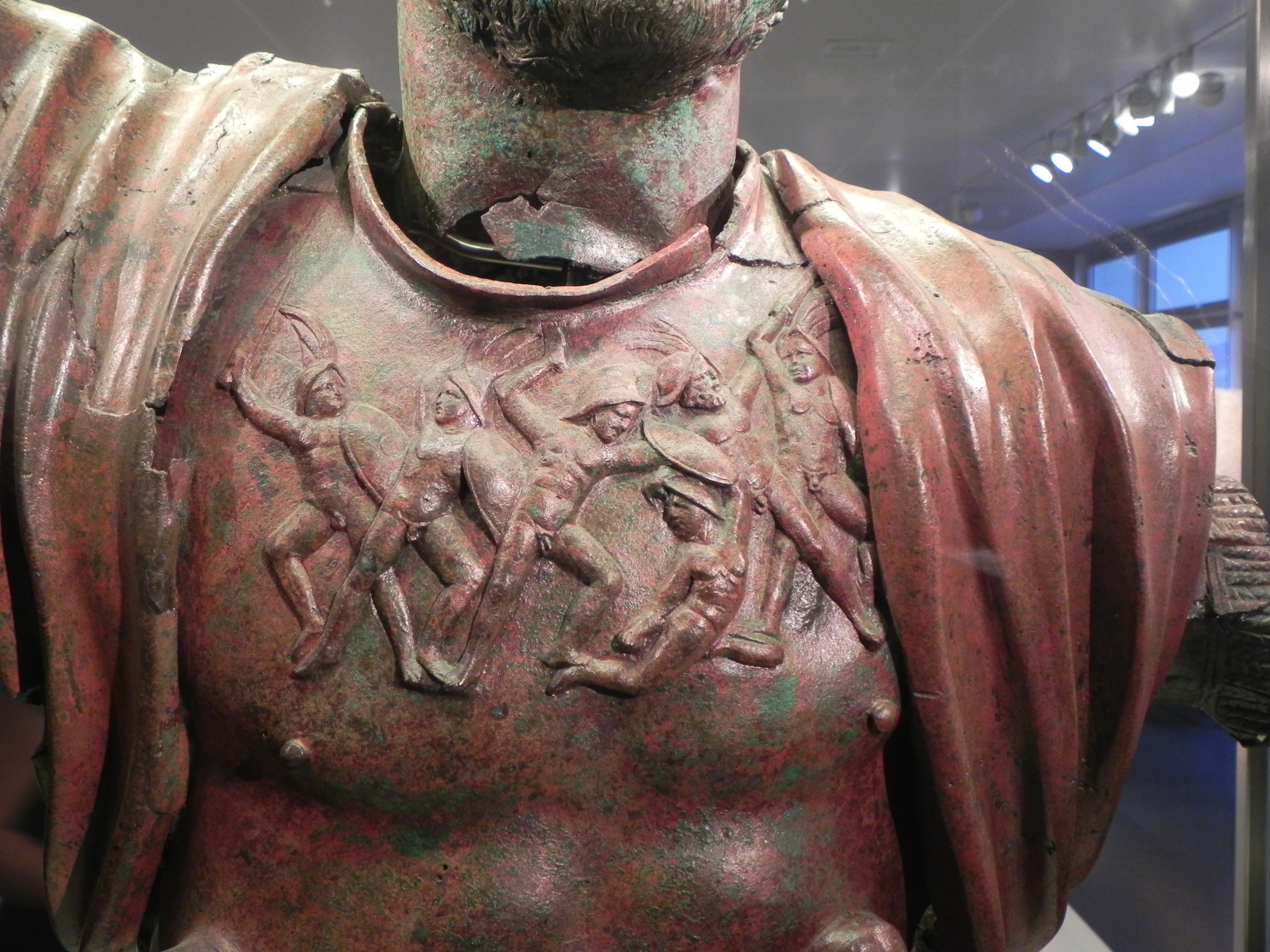
Detailliert ausgeführter Torso mit separatem Kopf als Bronzeguss, Umhang getrieben und geschmiedet, östlicher Mittelmeerraum, ca. 100 v. Chr., Israel-Museum, Jerusalem.

Der Bronzeguss ist ein Gießverfahren, bei dem flüssige Bronze, eine Legierung aus Kupfer und Zinn, in eine Form gegossen wird, um einen gewünschten Gegenstand aus Bronze herzustellen. Typische Produkte waren und sind u. a. Glocken, Epitaphe, Plastiken, Werkzeuge, Kanonen, Spiegel und Schmuck.

## Geschichte
Der Bronzeguss hat eine lange Tradition, die bis in das Neolithikum zurückreicht. Im 4. vorchristlichen Jahrtausend haben Menschen begonnen, Kupfer zu schmelzen und zu gießen. Erste Nachweise für gegossenes Kupfer in Mitteleuropa sind Tiegelfunde aus der Pfyner Kultur, Schweiz. Ab etwa 2200 v. Chr. taucht Zinn-Bronze regelmäßig in Mitteleuropa auf.
Der Bronzeguss ist neben der Kaltbearbeitung der Bronze der wichtigste Produktionsprozess der Bronzezeit, da er nach und nach die Produktion der Steingeräte ersetzt. Von großem Vorteil ist die Wiederverwendbarkeit des Metalls, das sich beliebig oft wieder einschmelzen lässt.
Im Lauf der Geschichte haben sich mehrere Form-Verfahren herausgebildet: das Gießen in Dauerformen und das Gießen in verlorenen Formen.

## Gießen in Dauerformen
Für Kupferwerkstoffe lassen sich Dauerformen aus Stein, wie sie seit der Bronzezeit gefunden werden, und aus Metall herstellen. Metallformen sind wesentlich jünger und werden als Kokillen bezeichnet. Heutzutage werden Stahlkokillen in der Industrie eingesetzt. Für das Handwerk ist lediglich Gießen in verlorenen Formen rentabel.
Der Bronzeguss spielt in der modernen Welt in erster Linie für Künstler eine Rolle, da andere Werkstoffe belastbarer und wirtschaftlicher als Bronze sind.

## Gießen in verlorene Formen

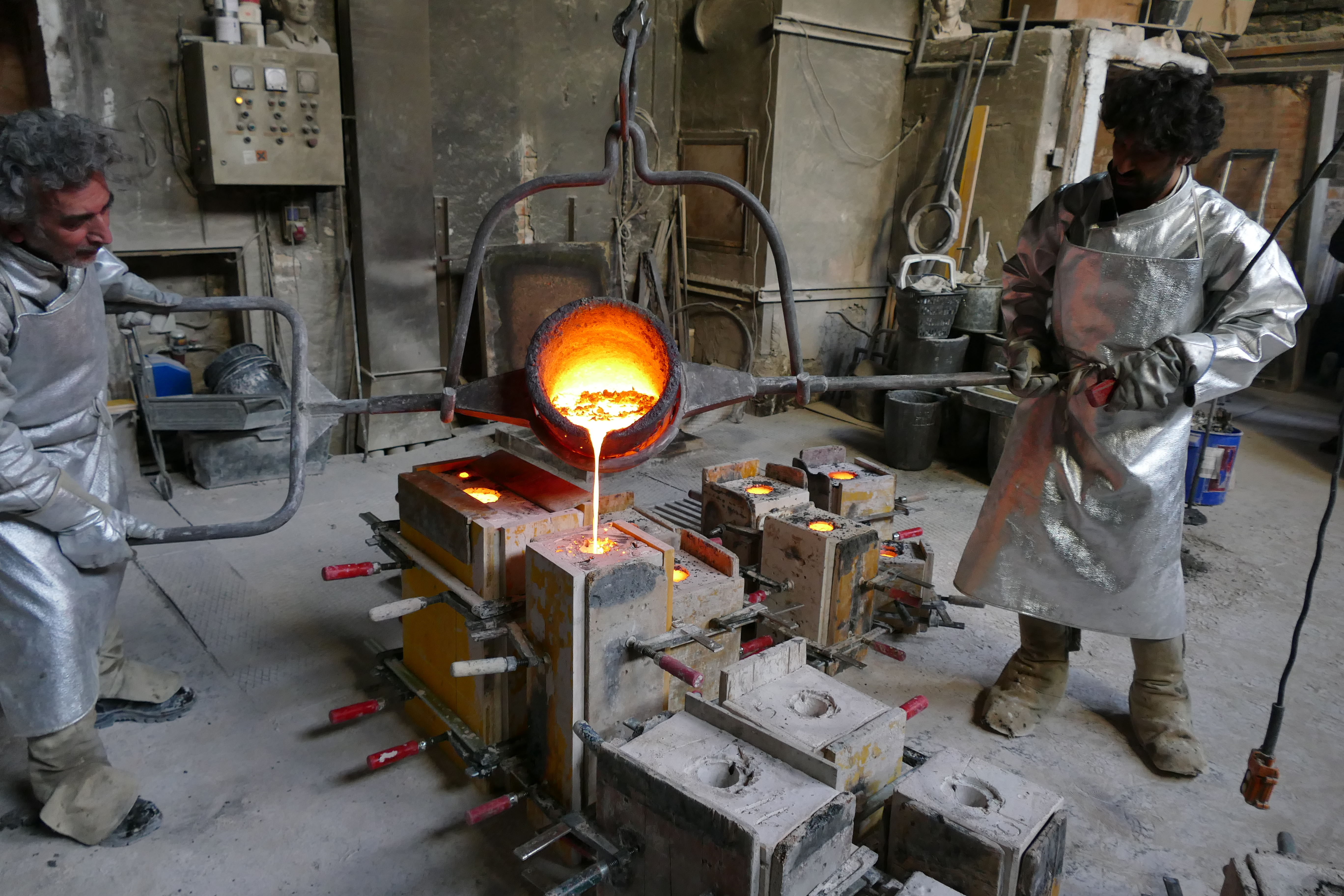
Bronzeguss in der Kunstgießerei München

### Einleitung
In der Literatur wird das Wachsausschmelzverfahren oft mit dem Verfahren der verlorenen Form gleichgesetzt. Dies ist technisch nicht richtig, da auch Sandformen zu den verlorenen Formen zählen, die nach dem Guss zerstört werden. Beim Wachsausschmelzverfahren sollte also eher vom Verfahren mit verlorenem Modell gesprochen werden.
Anforderungen an den Formstoff sind die Bildsamkeit, Gasdurchlässigkeit, mechanische Belastbarkeit vor dem Guss und guter Zerfall nach dem Guss, um nur die wichtigsten zu nennen. Der Guss erfolgt meist in kalte Formen, die zunächst unbedingt trocken gebrannt werden müssen. Hierbei ist auch darauf zu achten, sämtliches chemisch gebundene Kristallwasser zu entfernen.

### Bronzeguss mit Urmodell
Der nachfolgende Artikel beschreibt die Herstellung eines Wachspositivs mit Hilfe einer sogenannten Gips-Stückform. Das Wachspositiv wird für die Herstellung einer Form mit dem Wachsausschmelzverfahren benötigt. Da die Silikonkautschukmassen eine relativ neue Entwicklung sind, wird hier eine traditionelle Weise beschrieben, mit der Wachsmodelle auch ohne Silikonkautschuk hergestellt werden können. Noch vor der Verwendung von Wachs kam Formsand für die Herstellung der Gussformen zum Einsatz.
Eine Stückform besteht aus einzelnen Stücken, die Teile des Modells derart abformen, dass keine Hinterschneidungen entstehen, die ein Abnehmen der Stücke unmöglich machen würden. Nachdem alle Gipsstücke hergestellt sind und die Stückform fertig ist, werden die Gipsstücke nacheinander wieder abgenommen, um das Gipspositiv freizulegen. Die Gipsstücke werden gewässert und danach zusammengefügt. Der entstandene Hohlraum wird nachfolgend mit flüssigem Wachs ausgepinselt bzw. geschwenkt. Nachdem das Wachs erkaltet ist, lassen sich die einzelnen Gipsstücke entfernen und das Wachsmodell kann entnommen werden. Durch die mehr oder minder große Anzahl der Gipsstücke sind auf dem Wachs zahlreiche Nähte entstanden, die vor dem Herstellen der Gussform überarbeitet werden müssen.

### Arbeitsvorgang
Als erstes wird aus dem angelieferten Gipsmodell der Figur oder der Endform ein Gipsnegativ gebildet. Dabei ist bereits eine Teilung der zu gießenden Form in mehrere kleiner Abschnitte vorzusehen, da sonst vor allem größere Modelle oder sehr detaillierte Muster nicht hergestellt werden können. Dann wird das Gipspositiv gegossen und ausgebessert. Teilabgüsse vermeiden die Hinterschneidung und ergeben eine Stückform (Negativform), wobei das Gipspositiv erhalten bleibt. Anschließend  wird die Stückform zusammengesetzt und innen mit Wachs ausgekleidet und danach die Kernmasse eingefüllt.
Einzelne Stücke der Stückform werden abgenommen und das Wachs auf diese Weise entformt. Danach wird das Wachs überarbeitet. Als Gussmaterial kommen beim Glockenguss eine Mischung aus Zinn und Kupfer, beim Guss von Statuen eine Mischung aus Kupfer, Zinn und Zink zur Anwendung. Nachdem diese abgekühlt sind, werden die Einzelteile entnommen und nach dem Gipsmodell zusammengefügt, meist durch Anschmelzen. Zum Schluss müssen die Gießränder und Fugen verputzt werden.

## Künstler als Bronzegießer
Die Aufstellung dieser Künstler besteht nur zum Teil aus Personen, die den Vorgang des Bronzegusses selbst vollzogen haben. Manche Künstler arbeiten, wenn es um die praktischen Gussarbeiten selbst geht, mit spezialisierten Fachwerkstätten zusammen, die den künstlerischen Entwurf umsetzen. Bei der Firma Noack legen manche Künstler gerne auch einmal beim Gießen selbst die Hand an. Alberto Giacometti hat Fälschern die Arbeit insofern erleichtert, als er häufig dasselbe Werk gleichzeitig bei verschiedenen Gießern ausführen ließ. Er bearbeitete die Güsse nicht selbst, sondern überließ das Ziselieren und Patinieren entsprechend den Wünschen der Käufer den Handwerkern, sodass die Werke stets unterschiedlich ausfielen.
| - Chares von Lindos (erschuf zwischen 304 und 292 v. Chr. den Koloss von Rhodos) - Leonardo da Vinci (1452–1519) - Michelangelo (1475–1564) - Friedrich Wilhelm Wolff (1816–1887) - Auguste Rodin (1840–1917) - Rembrandt Bugatti (1884–1916) - Ernst Moritz Geyger (1861–1941) - Arnold Kramer (1863–1918) - Camille Claudel (1864–1943) - Käthe Kollwitz (1867–1945) - Ernst Barlach (1870–1938) - Walther Schmarje (1872–1921) - Wilhelm Lehmbruck (1881–1919) - Pablo Picasso (1881–1973) - Umberto Boccioni (1882–1916) - Karl Schmidt-Rottluff (1884–1976) - Hans Arp (1886–1966) - Oskar Schlemmer (1888–1943) - Gerhard Marcks (1889–1981) | - Henry Moore (1898–1986) - Arno Breker (1900–1991) - Alberto Giacometti (1901–1966) - Fritz Cremer (1906–1993) - Fritz Nuss (1907–1999) - Walter Kalot (1909–1996) - Bernhard Heiliger (1915–1995) - Waldemar Grzimek (1918–1984) - Jean Ipoustéguy (1920–2006) - Gerhard Lichtenfeld (1921–1978) - Joseph Beuys (1921–1986) - Kurt Mühlenhaupt (1921–2006) - Paul Wunderlich (1927–2010) - Günter Grass (1927–2015) - Jürgen Weber (1928–2007) - Werner Schürmann (1929–2012) - Ben Wagin (1930–2021) - Fernando Botero (1932–2023) - Wolf Vostell (1932–1998) - Rainer Kriester (1935–2002) - Helmut Ackermann (1936–2017) | - Georg Baselitz (* 1938) - Per Kirkeby (1938–2018) - Ludmila Seefried-Matějková (* 1938) - Bodo Muche (1939–2017) - Otto Wesendonck (* 1939) - A. R. Penck (1939–2017) - Markus Lüpertz (* 1941) - Bernd Göbel (* 1942) - Claus Nageler (1943–2017) - Karl Ulrich Nuss (* 1943) - Igor Mitoraj (1944–2014) - Anselm Kiefer (* 1945) - Serge Mangin (* 1947) - Rainer Fetting (* 1949) - Gautam (* 1949) - Volker Bartsch (* 1953) - Ingo Kühl (* 1953) - Jonathan Meese (* 1970) - Martin Wolke (* 1971) - Maya Graber (* 1974) |